# كريس لونغ (لاعب كرة قدم)
كريس لونغ (بالإنجليزية: Christopher Long)‏ (25 فبراير 1995 في المملكة المتحدة - ) هو لاعب كرة قدم بريطاني في مركز الهجوم. شارك مع منتخب إنجلترا تحت 16 سنة لكرة القدم ومنتخب إنجلترا تحت 17 سنة لكرة القدم ومنتخب إنجلترا تحت 18 سنة لكرة القدم ومنتخب إنجلترا تحت 19 سنة لكرة القدم ومنتخب إنجلترا تحت 20 سنة لكرة القدم. أما مع النوادي، فقد لعب مع ميلتون كينز دونز ونادي إيفرتون ونادي برينتفورد ونادي بيرنلي.

## وصلات خارجية
- كريس لونغ على موقع الاتحاد الدولي (مؤرشف)  (الإنجليزية)
- كريس لونغ على موقع قاعدة بيانات كرة القدم.إي يو (الإنجليزية)
- كريس لونغ على موقع Soccerbase.com (لاعب) (الإنجليزية)
- كريس لونغ على موقع Soccerway.com (الإنجليزية)
- كريس لونغ على موقع AS.com (الإسبانية)